# Steyermarkiella anomalodictya
Steyermarkiella anomalodictya är en bladmossart som beskrevs av H. Robinson 1965. Steyermarkiella anomalodictya ingår i släktet Steyermarkiella och familjen Dicranaceae. Inga underarter finns listade i Catalogue of Life.